# Peverlingsee
Der Peverlingsee ist ein ca. 2 ha großer See am Nordufer des Kellersees im Kreis Ostholstein im deutschen Bundesland Schleswig-Holstein nordöstlich der Ortschaft Malente.